# Bona gent
Bona gent (títol original en neerlandpès, Goed Volk) és una sèrie de televisió documental flamenca sobre gastronomia de la productora Hotel Hungaria, dirigit per Kat Steppe, amb l'entrevistador i cuiner Jeroen Meus. Meus s'endinsa en la vida de les comunitats menys conegudes a través de la cuina, i se centra primer en preguntes sobre els seus hàbits alimentaris. Les dues temporades del programa, una el 2014 i una segona el 2017, es van emetre al canal públic Eén. S'ha doblat al català pel canal 33.
Una mitjana de 883.000 espectadors van veure els sis episodis de la primera temporada.
Goed Volk va ser nominat al Prix Europa, en la categoria de documentals de televisió, el 2015. El mateix any, el programa i Kat Steppe van rebre una Vlaamse Televisie Sterren a la millor direcció. El 2017, la segona temporada va guanyar el Prix Europa al millor documental de televisió europeu.